# Bâtiment situé 2 Trg Republike à Subotica
Le bâtiment situé 2 Trg Republike à Subotica (en serbe cyrillique : Зграда на Тргу Републике бр. 2 у Суботици ; en serbe latin : Zgrada na Trgu Republike br. 2 u Subotici) est situé à Subotica, dans la province de Voïvodine et dans le district de Bačka septentrionale, en Serbie. Il est inscrit sur la liste des monuments culturels protégés de la république de Serbie (identifiant no SK 1783).

## Présentation
Le bâtiment, qui autrefois a abrité une banque, a été construit entre 1905 et 1912. Il est caractéristique du style Art nouveau et a été conçu par l'architecte de Budapest Alfréd Hajós (1878-1955), également connu sous le nom d'Arnold Guttman, qui a également été champion olympique de natation en 1896.
L'édifice est situé à l'angle du Trg Republike (« place de la République ») et du Trg cara Jovana Nenada (« place de l'empereur Jovan Nenad »). La partie centrale « angulaire » forme en fait un arc. Le bâtiment est doté de trois entrées et est surmonté d'un toit pyramidal ; l'attique de chaque aile est doté d'ouvertures ovales.
Le rez-de-chaussée est occupé par des bureaux et les deux étages sont consacrés à des logements. Sur les façades, l'architecte a modifié la disposition habituelle des fenêtres, tantôt simples, doubles ou triples, mais l'ensemble est simplement décoré de panneaux rectangulaires entre les étages remplis avec des guirlandes et des festons, guirlandes que l'on retrouve dans la décoration des fenêtres.